# ネプテューヌシリーズ
ネプテューヌシリーズ（英語: Neptunia Series）はコンパイルハートより発売されているコンピュータゲームのシリーズ。
2010年発売の『超次元ゲイム ネプテューヌ』を初作とし、PlayStation 3、PlayStation Vita、PlayStation 4、Nintendo Switch及びIdea Factory International IncよりXbox OneとXbox Series X/Sで作品が発売されている。
ゲームジャンルはナンバリングタイトルはコンピュータRPGだが、アクションゲームやシミュレーションRPG、アクションRPGなどのスピンオフ作品も発売されている。
日本の家庭用ゲーム業界を萌え擬人化したようなキャラクターが登場する。

## シリーズ一覧
Microsoft Windows版など複数のハードで発売されたタイトルの発売日に関しては、上にコンシューマー機版、下に後から発売されたハードのものを書き記す。
| 2010 | 超次元ゲイム ネプテューヌ |
| 2011 | 超次元ゲイム ネプテューヌmk2 |
| 2012 | 神次元ゲイム ネプテューヌV |
| 2013 | 神次元アイドル ネプテューヌPP 超次次元ゲイム ネプテューヌRe;Birth1 |
| 2014 | 超次次元ゲイム ネプテューヌRe;Birth2 SISTERS GENERATION 超女神信仰 ノワール 激神ブラックハート 超次元アクション ネプテューヌU 神次次元ゲイム ネプテューヌRe;Birth3 V CENTURY |
| 2015 | 新次元ゲイム ネプテューヌVII 激次元タッグ ブラン+ネプテューヌVSゾンビ軍団 超次元大戦 ネプテューヌVSセガ・ハード・ガールズ 夢の合体スペシャル                                 |
| 2016 | |
| 2017 | 四女神オンライン CYBER DIMENSION NEPTUNE 新次元ゲイム ネプテューヌVIIR |
| 2018 | 超次次元ゲイム ネプテューヌRe;Birth1+ 勇者ネプテューヌ 世界よ宇宙よ刮目せよ!! アルティメットRPG宣言!!                                                                        |
| 2019 | ネプシューター |
| 2020 | ブイブイブイテューヌ Go!Go!5次元GAME ネプテューヌ re★Verse |
| 2021 | 閃乱忍忍忍者大戦ネプテューヌ -少女達の響艶- |
| 2022 | TOP NEP 超次元ゲイム ネプテューヌ Sisters vs Sisters |
| 2023 | 超次元ゲイム ネプテューヌ GameMaker R:Evolution |
| 2024 | 爆走次元ネプテューヌ VS 巨神スライヌ |

| タイトル                                                           | ジャンル               | 発売日                                                   | 外注開発元                                                           | 対応機種                                                         |
| ナンバリングタイトル                                               | ナンバリングタイトル   | ナンバリングタイトル                                     | ナンバリングタイトル                                                 | ナンバリングタイトル                                             |
| ------------------------------------------------------------------ | ---------------------- | -------------------------------------------------------- | -------------------------------------------------------------------- | ---------------------------------------------------------------- |
| 超次元ゲイム ネプテューヌ                                          | ロールプレイングゲーム | 2010年8月19日                                            |                                                                      | PlayStation 3                                                    |
| 超次元ゲイム ネプテューヌmk2                                       | ロールプレイングゲーム | 2011年8月18日                                            |                                                                      | PlayStation 3                                                    |
| 神次元ゲイム ネプテューヌV                                         | ロールプレイングゲーム | 2012年8月30日                                            |                                                                      | PlayStation 3                                                    |
| 新次元ゲイム ネプテューヌVII                                       | ロールプレイングゲーム | 2015年4月23日 2016年7月5日 2020年3月19日                 | PlayStation 4 Microsoft Windows Nintendo Switch                      |                                                                  |
| リメイクタイトル                                                   |                        |                                                          |                                                                      |                                                                  |
| 超次次元ゲイム ネプテューヌRe;Birth1                               | ロールプレイングゲーム | 2013年10月31日 2016年8月25日 2024年5月23日               | FELISTELLA                                                           | PlayStation Vita Microsoft Windows Nintendo Switch               |
| 超次次元ゲイム ネプテューヌRe;Birth2 SISTERS GENERATION            | ロールプレイングゲーム | 2014年3月20日 2016年9月29日 2024年5月23日 2024年8月8日   | FELISTELLA                                                           | PlayStation Vita Microsoft Windows Nintendo Switch PlayStation 4 |
| 神次次元ゲイム ネプテューヌRe;Birth3 V CENTURY                     | ロールプレイングゲーム | 2014年12月18日 2016年10月27日 2024年5月23日 2024年8月8日 | FELISTELLA                                                           | PlayStation Vita Microsoft Windows Nintendo Switch PlayStation 4 |
| 新次元ゲイム ネプテューヌVIIR                                      | ロールプレイングゲーム | 2017年8月24日                                            |                                                                      | PlayStation 4                                                    |
| 超次次元ゲイム ネプテューヌRe;Birth1+                              | ロールプレイングゲーム | 2018年5月31日                                            | FELISTELLA                                                           | PlayStation 4                                                    |
| Go!Go!5次元GAME ネプテューヌ re★Verse                              | ロールプレイングゲーム | 2020年12月17日                                           | FELISTELLA                                                           | PlayStation 5                                                    |
| スピンオフタイトル                                                 |                        |                                                          |                                                                      |                                                                  |
| 神次元アイドル ネプテューヌPP                                      | アドベンチャーゲーム   | 2013年6月20日                                            | タムソフト                                                           | PlayStation Vita                                                 |
| 超女神信仰 ノワール 激神ブラックハート                             | シミュレーションRPG    | 2014年5月29日 2025年2月13日                              | スティング                                                           | PlayStation Vita Nintendo Switch                                 |
| 超次元アクション ネプテューヌU                                     | 3Dアクションゲーム     | 2014年8月28日                                            | タムソフト                                                           | PlayStation Vita                                                 |
| 激次元タッグ ブラン+ネプテューヌVSゾンビ軍団                       | 3Dアクションゲーム     | 2015年10月15日                                           | タムソフト                                                           | PlayStation Vita                                                 |
| 超次元大戦 ネプテューヌVSセガ・ハード・ガールズ 夢の合体スペシャル | ロールプレイングゲーム | 2015年11月26日 2017年6月13日                             | FELISTELLA                                                           | PlayStation Vita Microsoft Windows                               |
| 四女神オンライン CYBER DIMENSION NEPTUNE                           | アクションRPG          | 2017年2月9日 2018年2月28日                               | タムソフト                                                           | PlayStation 4 Microsoft Windows                                  |
| 勇者ネプテューヌ 世界よ宇宙よ刮目せよ!! アルティメットRPG宣言!!    | 2DRPG                  | 2018年12月20日 2019年7月25日                             | Artisan Studios                                                      | PlayStation 4 Nintendo Switch                                    |
| ネプシューター                                                     | シューティングゲーム   | 2019年5月22日                                            |                                                                      | Steam                                                            |
| ブイブイブイテューヌ                                               | 3Dアクションゲーム     | 2020年8月6日 2021年3月30日                               | PlayStation 4 Steam                                                  |                                                                  |
| 閃乱忍忍忍者大戦ネプテューヌ -少女達の響艶-                        | アクションRPG          | 2021年9月16日 2022年3月17日                              | タムソフト                                                           | PlayStation 4 Nintendo Switch                                    |
| TOP NEP                                                            | シューティングゲーム   | 2022年1月21日 2022年10月26日                             |                                                                      | Steam Microsoft Windows                                          |
| 超次元ゲイム ネプテューヌ Sisters vs Sisters                       | アクションRPG          | 2022年4月21日 2023年8月10日 2024年4月21日                | PlayStation 4 PlayStation 5 Nintendo Switch Xbox One Xbox Series X/S |                                                                  |
| 超次元ゲイム ネプテューヌ GameMaker R:Evolution                    | RPG                    | 2023年8月10日                                            | PlayStation 4 PlayStation 5 Nintendo Switch                          |                                                                  |
| 爆走次元ネプテューヌ VS 巨神スライヌ                               | アクションゲーム       | 2024年6月27日                                            | PlayStation 4 PlayStation 5 Nintendo Switch                          |                                                                  |

シリーズ間でストーリーで直接的な繋がりがあるのは、『mk2』→『V』→『VII（VIIR）』→『Sisters vs Sisters』、『Re;Birth2』→『Re;Birth3』であり、それ以外のゲーム作品、メディアミックス作品は全て異なる世界となっている。

## 登場人物
本項では登場頻度が高い人物のみを記載し、登場頻度が低い、その作品にのみ登場する人物は各作品を参照。

### 守護女神
ネプテューヌ（Neptune）
声 - 田中理恵
本シリーズの主人公。プラネテューヌの守護女神。身長146cm、体重38kg。唯一女神化時の基本装備が『mk2』以前と『V』以降で異なる。明るく前向きな性格で、「シリアスブレイカー」と呼ばれることも。プリンが大好物で、一番嫌いなのはナス。
パープルハート（Purple Heart）
ネプテューヌが女神化した姿。身長164cm、体重48kg。髪が伸びて色も濃くなり、二つの長い三つ編みになる。大人びた容姿と冷静沈着な性格はもはや別人で、妹のネプギアにとっては憧れの存在。しかし、言動には女神化前のような天然さも垣間見える。
ノワール（Noire）
声 - 今井麻美
ラステイションの守護女神。身長158cm、体重43kg。『超女神信仰 ノワール 激神ブラックハート』では主人公を務める。黒く長い髪をツインテールにしており、瞳の色は赤。真面目なエリート気質で、何でも一人でこなしてしまう反面、親しい人には素直になれないツンデレ。趣味はコスプレで、声優にも興味がある。
ブラックハート（Black Heart）
ノワールが女神化した姿。身長160cm、体重45kg。変身すると髪を下ろすが、『V』の神次元の個体は変身後もツインテールのまま。髪色は白くなる。そのため『四女神オンライン』の個体は黒要素がほぼ皆無。性格は好戦的になり、自信に満ち溢れてよく笑うようになる。
ブラン（Blanc）
声 - 阿澄佳奈
ルウィーの守護女神。身長144cm、体重36kg。『激次元タッグ ブラン+ネプテューヌVSゾンビ軍団』では主人公を務める。見た目は守護女神の中で一番幼く、胸が小さい事にコンプレックスを抱いている。普段は寡黙だが、ストレスが溜まりブチ切れると口調が荒くなる。
ホワイトハート（White Heart）
ブランが女神化した姿。身長146cm、体重37kg。髪が水色になり、女神化前の寡黙さは消え、常に荒い口調でぶっきらぼうな態度に変化し、武器も女神化前のハンマーから巨大な斧に変化する。小柄でありながら攻守ともに優れた肉弾戦タイプ。『四女神オンライン』の個体は本物より若干冷静である。
ベール（Vert）
声 - 佐藤利奈
リーンボックスの守護女神。身長163cm、体重48kg。物腰が柔らい穏やかな雰囲気の女性。廃ゲーマーの腐女子であり、私室は大量のゲームやグッズで溢れかえっている。スタイルにはかなりの自信を持っており、さり気なく大きさをアピールすることもしばしば。四女神の中で唯一妹がいないことを非常に気にしており、女神候補生（主にネプギア）に対しては、隙あらば姉のように接しているが、作品によっては対象となる人物が変わる。紅茶が好物で、ゲーム内で扱うスキル名も紅茶が由来のものが多い。四女神オンラインをよく遊んでいる。
グリーンハート（Green Heart）
ベールが女神化した姿。身長167cm、体重49kg。髪が薄緑色になり、ポニーテールに変化する。性格はクールになり容赦がなくなる。武器は『mk2』までは馬上槍だが、『V』以降は普通の槍に変更される。

### 女神候補生
ネプギア（Nepgear）
声 - 堀江由衣
『mk2（Re;Birth2）』及び『Sisters vs Sisters』の主人公であり、『VII』や『THE ANIMATION』でもネプテューヌと並んで主役級の扱いを受けている、シリーズにおけるもう一人の主人公。身長154cm、体重40kg。ネプテューヌの妹でプラネテューヌの女神候補生。なんでもそつなくこなせるしっかり者で真面目な性格をしているが、お姉ちゃん大好きっ子でついつい姉を甘やかしてしまう。ネプテューヌが周りを巻き込んで強引に引っ張っていくタイプなのに対し、彼女の場合は周りと支え合うタイプの女の子。好き嫌いは特になく何でも食べられる。機械が大好きで、メカニックとして活躍することも多い。
『VII』のその後となる『Sisters vs Sisters』では、バズール現象によって大量発生したモンスターの襲撃によるプラネテューヌの陥落とネプテューヌの行方不明に伴い、イストワールによってプラネテューヌ最後の守護女神とされる。
パープルシスター（Purple Sister）
ネプギアが女神化した姿。身長155cm、体重41kg。髪色はピンク色に近くなり、瞳の色は水色になる。また、髪飾りの部分が三つ編みになっている。性格は若干強気になるものの、大きな変化はない。武器がビームランチャーとソードを組み合わせた複合兵装M.P.B.L.(マルチプルビームランチャー)に変化するが、『Sisters vs Sisters』ではビームランチャーの機能を捨て、純粋な片刃型のビームソードとなる。
ユニ（Uni）
声 - 喜多村英梨
ノワールの妹でラステイションの女神候補生。身長149cm、体重39kg。姉と同じく素直になれないツンデレだが、根は真面目な努力家で目上の人に対しては礼儀正しい。ガンショップに通うなど、銃器を愛する根っからのミリオタ。初登場の『mk2（Re;Birth2）』でネプギアと親友となり、『Sisters vs Sisters』でもネプギア達と共に冒険をする。
ブラックシスター（Black Sister）
ユニが女神化した姿。身長148cm、体重38kg。髪は白くなり、ドリル状のツインテールに。強気で好戦的な性格に変化し、身の丈ほどもある巨大なライフルを鮮やかに扱う。唯一変身後の方が小柄になる女神。
ロム（Rom）
声 - 小倉唯
ブランの妹で、ラムの双子の姉。身長132cm、体重28kg。ラムとは逆の右利きで髪が短く、水色のコートを着ている。内気で臆病な性格で、やや人見知り気味。ラムのように思ったことをはっきり言うことができず、心情を表現する時は「わくわく」「ドキドキ」など、つい擬音を口に出してしまう癖がある。初登場は『mk2（Re;Birth2）』であり、思い込みからラムと共にネプギア達へ攻撃を仕掛けることもあったが、ネプギアとの交流を経て打ち解けていく。『Sisters vs Sisters』でもメインキャラを務め、マホの影響を受けて「やばたにえん」が口癖になる。
ホワイトシスター・ロム（White Sister Rom）
ロムが女神化した姿。身長137cm、体重29kg。変身前のおどおどした様子が抜けて、少しだけ強気になり、言いたいことをはっきり話すことができるようになる。
ラム（Ram）
声 - 石原夏織
ブランの妹で、ロムの双子の妹。身長132cm、体重27kg。ロムとは逆の左利きで髪が長く、ピンク色のコートを着ている。内気なロムをいつも引っ張っていく、活発でやんちゃな性格。初登場の『mk2（Re;Birth2）』序盤ではロムにベッタリで、ロムと仲良くなるネプギアに敵意を剥き出しにしていたが、後半からは他の女神と交流するようになっていく。そして『Sisters vs Sisters』の特典映像ではロムと共に他国へ遊びに行く様子が描かれるほど社交的になっている。
ホワイトシスター・ラム（White Sister Ram）
ラムが女神化した姿。身長137cm、体重29kg。勝気で自信満々なところはそのままだが、変身前と比べると少しだけ落ち着きがあり、責任感の強さも見せる。スーツはロムと左右対称のお揃いになっている。

### 準主要人物
イストワール（Histoire）
声 - かないみか
シリーズにより設定が大きく異なるキャラクター。
無印『超次元ゲイム ネプテューヌ』では歴史を記録する史書であり、世界を創造する力の内「造」を司る。
『mk2』『VII』ではプラネテューヌの教祖であり、古代の女神が生み出した歴史の記録者。次元を超えて通信できる。
『V』に登場する神次元のイストワールは一回り小さく、プルルートが女神になった時に起動した。基本的な設定は『mk2』と同じ。
初代のリメイクにあたる『Re,Birth1』では先代女神が四女神と同時に生み出した存在。
アイエフ（IF）
声 - 植田佳奈
身長150cm、体重39kg。ネプテューヌの親友でコンパの幼馴染。『超次元大戦 ネプテューヌVSセガ・ハード・ガールズ 夢の合体スペシャル』では主人公を務める。携帯電話（『VII』ではスマホ）を愛用しており、持っていないと落ち着かない。モデルはアイディアファクトリーで、名前も「IDEA FACTORY」の英字の略称が由来。
コンパ（Compa）
声 - さかいかな（旧名：酒井香奈子）
身長154cm、体重46kg。プラネテューヌの病院に勤務する天然ドジっ子ナース。ネプテューヌやアイエフとは大の仲良し。料理や裁縫などの家事を得意としており、よくプラネテューヌの教会にご飯を作りに来ている。モデルは本シリーズの開発・発売元でもあるコンパイルハート。
マジェコンヌ（Magiquone）
声 - たかはし智秋
本シリーズを代表する敵キャラクター。作品によって設定が大きく異なるが、 『mk2（Re;Birth2）』及び『Sisters vs Sisters』の犯罪神マジェコンヌ以外は、ネプテューヌの名前をわざと間違える行為に対して怒りを露にする。

### モンスター
スライヌ（Dogoo）
本シリーズを代表する敵モンスター。ゲイムギョウ界で遭遇しやすく、派生種も多い。一部は人語を喋れる。

## 用語

### 世界観
ゲイムギョウ界（Gamindustri）
本シリーズの主な舞台となる、プラネテューヌ、ラステイション、ルウィー、リーンボックスの4つの国家によって構成された世界。4つの国家は『無印（Re;Birth1）』、『U』ではそれぞれの国家が1つの浮遊する大陸として存在し、それ以外の作品では普通の大陸として存在している。
プラネテューヌ（Planeptune）
ゲイムギョウ界の西方にある、パープルハートが守護する国家。4国家の中でも尖った先進技術を誇り、近未来都市が広がっている。イストワール指導のもと立て直された経緯から国の主権はイストワールが得ている。『VII』のその後となる『Sisters vs Sisters』ではバズール現象によって大量発生したモンスターによる襲撃で滅亡している。
神次元ではパープルハートは存在せず、アイリスハートが守護する国家となっている。
『勇者』では経緯は不明だが海底に沈んでしまっている。
ラステイション（Lastation）
東方を治めるブラックハートが守護する国家。首都が海岸沿いにあり、他の3国家に囲まれている為、貿易都市として重要な役割を持っている。『mk2』『VII』では巨大なパラボラアンテナが特徴的。
『無印（Re;Birth1）』は他の3国とは違い、環境破壊が深刻化しており、人が住める場所がなくなりつつある。
ルウィー（Lowee）
北方を治めるホワイトハートが守護する国家。『mk2』『VII』では雪深い気候が特徴の国家であり、魔法文化が主流。『V』に登場する神次元では和風な雰囲気の国家として存在している。他の国家に比べて最も歴史が古い。
リーンボックス（Leanbox）
南方に位置するグリーンハートが守護する国家。『無印（Re;Birth1）』、『U』では文明レベルが他の国よりも劣っており、中世レベルの文化になっている。『mk2』以降ではラステイションと同等レベルの文明を持つ巨大軍事国家となり、唯一別の大陸に位置している。

### 守護女神（用語）
守護女神（しゅごめがみ、CPU)
国家を守護する存在であり、国家の象徴。ゲイムギョウ界の住人の信仰心によって生まれ、変身（女神化）する事で超人的な力を得て国家・国民を守り導く。女神化すると容姿が大きく変化し、瞳に電源マークが浮かぶ。人々の信仰が途絶えない限り半永久的に女神として存在することができる。
女神候補生（めがみこうほせい、CPU Candidates）
『mk2』から登場。守護女神の妹。彼女達同様信仰心によって生まれ、女神化も可能だが、瞳の電源マークは一部欠けた物となっている。守護女神に比べれば未熟だが、その分潜在能力を秘めていると言われている。リーンボックスのみ女神候補生が存在していない。
見習いということで全員が制服をモチーフにした衣装デザインであり、共通して携帯ゲーム機ケースを身に着けている
プロセッサユニット
守護女神や女神候補生が女神化した際に装備する拡張ユニット。ユニットを装着しなくても女神化自体は可能。
シェアエネルギー
ゲイムギョウ界の住人の信仰心が形となったもので、守護女神や女神候補生が存続するために必要なもの。それを特殊な方法で圧縮、精製すると「シェアクリスタル」となる。

## 派生作品

### アニメ
『超次元ゲイム ネプテューヌ THE ANIMATION』（ちょうじげんゲイム ネプテューヌ）は、2013年7月から9月まで放送された、『超次元ゲイム ネプテューヌ』『超次元ゲイム ネプテューヌmk2』『神次元ゲイム ネプテューヌV』を原作とした日本のテレビアニメ。基本設定は原作のそれを引き継ぎつつストーリーは原作完全監修アニメ独自のものとなっている。
2013年6月22日にシネマサンシャイン池袋で先行上映イベントが開催されたが、途中で起こった事件のため、急遽中止となった。この影響で2014年1月12日に開催予定であったイベントが中止と決定された。
2019年7月8日にOVA第1話『超次元ゲイム ネプテューヌ 〜ねぷのなつやすみ〜』がPlayStation Videoにて配信し、2020年12月25日発売。
2021年9月30日にOVA第2話『超次元ゲイム ネプテューヌ 〜ねぷねぷだらけの感謝祭〜』の制作が発表された。2022年10月26日発売。OVA第3話『超次元ゲイム ネプテューヌ 〜陽だまりの茄花〜』の制作も決定している。2023年4月26日発売。

#### キャスト
- ネプテューヌ / パープルハート、次元の旅人ネプテューヌ[4] - 田中理恵
- ノワール / ブラックハート - 今井麻美
- ブラン / ホワイトハート - 阿澄佳奈
- ベール / グリーンハート - 佐藤利奈
- ネプギア / パープルシスター - 堀江由衣
- ユニ / ブラックシスター - 喜多村英梨
- ロム / ホワイトシスター・ロム - 小倉唯
- ラム / ホワイトシスター・ラム - 石原夏織
- プルルート / アイリスハート - 花澤香菜
- ピーシェ / イエローハート - 悠木碧
- アイエフ - 植田佳奈
- コンパ - 酒井香奈子（現：さかいかな）
- イストワール、クロワール - かないみか
- 5pb. - nao
- マジェコンヌ - たかはし智秋
- ワレチュー - ニーコ
- アブネス - 庄子裕衣
- トリック - 上田燿司
- アノネデス - 藤原祐規
- 下っ端 - 皆川純子
- キセイジョウ・レイ - 小林ゆう
- ツィーゲ - 遠藤綾

アニメ版のオリジナルキャラクター。リーンボックスの情報官。語尾に「ビル」をつける。
- 教会職員 - 葉山いくみ
- 検問システム - 櫻井浩美
- 村人 - 髙山ゆうこ
- スライヌ - 山本格
- モンスター（OVA版） - 相馬康一

その他キャスト
- 渚兎奈 - 三宅麻理恵 - 飯田友子 - 石上静香 - 慶長佑香 - 持月玲依 - 村川梨衣 - 金田アキ - 雨宮天 - 中津真莉子

#### スタッフ
| 原作                         | アイディアファクトリー、コンパイルハート             |
| 原作イラスト                 | つなこ                                               |
| 監督                         | 向井雅浩                                             |
| シリーズ構成・脚本           | ヤスカワショウゴ                                     |
| キャラクターデザイン         | 竹知仁美                                             |
| サブキャラクターデザイン     | 森幸子                                               |
| デザインワークス             | 山田真也、谷川政輝、内田シンヤ、横山謙次             |
| 美術監督                     | 野村正信                                             |
| 美術設定                     | 金城沙綾                                             |
| 色彩設計                     | 水野愛子                                             |
| 撮影監督                     | 和田尚之、元木洋介                                   |
| 編集                         | 廣瀬清志                                             |
| 3Dディレクター               | 平将人                                               |
| 音響効果                     | 小山恭正                                             |
| 音響監督                     | 明田川仁                                             |
| 音楽                         | 横山克、堤博明、金子憲次                             |
| 音楽制作                     | 5pb.Records                                          |
| プロデューサー               | 吉武真太郎、田中信作、富士丸翔、宮嶋耕平、佐々木武彦 |
| アニメーションプロデューサー | 梶田浩司                                             |
| ラインプロデューサー         | 古口王仁                                             |
| アニメーション制作           | david production（TV） オクルトノボル（OVA）         |
| 製作                         | 『超次元ゲイム ネプテューヌ』製作委員会              |

#### 主題歌
過去作品の主題歌も多く採用されている。
オープニングテーマ「Dimension tripper!!!!」
作詞・歌 - nao（chorus 守護女神） / 作曲 - 新井健史 / 編曲 - MACARONI☆
第10話より映像が変更された。
エンディングテーマ
「ネプテューヌ☆サガして」（第1話 - 第2話、第5話 - 第9話、第11話 - 第12話、OVA）
作詞 - 桃井はるこ / 作曲・編曲 - 大島こうすけ / 歌 - アフィリア・サーガ
「GO→Love&Peace」（第3話 - 第4話）
作詞・歌 - 彩音 / 作曲・編曲 - 上野圭市
元々は『超次元ゲイム ネプテューヌmk2』エンディングテーマ。
「糸」（第10話）
作詞・作曲 - 中島みゆき / 編曲 - 鳥海剛史 / 歌 - アフィリア・サーガ

挿入歌
「流星のビヴロスト」（第1話）
作詞 - 山下慎一狼 / 作曲 - 伊藤賢治 / 編曲 - Vomos、小林秀行 / 歌 - nao
元々は『超次元ゲイム ネプテューヌ』オープニングテーマ。
「きりひらけ!グレイシー☆スター」（第3話）
作詞 - 山下慎一狼 / 作曲 - YOFFY / 編曲 - 大石憲一郎 / 歌 - nao（cho 五條真由美）
元々は『超次元ゲイム ネプテューヌmk2』オープニングテーマ。
「Hard beat×Break beat」（第12話）
作詞・歌 - 5pb.ちゃん（nao） / 作曲・編曲 - fu:u
元々は5pb.ちゃんのキャラクターソング。
「神次元!ふぉーちゅん・まてりある」（第13話）
作詞・歌 - nao / 作曲・編曲 - 前山田健一
元々は『神次元ゲイム ネプテューヌV』オープニングテーマ。
「WILL BE VENUS」（OVA1）
作曲・編曲 - 阿保剛
「スマイル・スパイラル」（OVA2）
作詞 - 近藤ナツコ / 作曲・編曲 - 真下正樹 / 歌 - ネプテューヌ（田中理恵）×ネプギア（堀江由衣）
「Never ending true stories」（OVA3）
作詞 - 藍川藍 / 作曲・編曲 - 野村勇輔 / 歌 - 亜咲花
元々は『勇者ネプテューヌ 世界よ宇宙よ刮目せよ!! アルティメットRPG宣言!!』エンディングテーマ。

#### 各話リスト
| 話数 | サブタイトル | 絵コンテ          | 演出              | 作画監督 | 総作画監督               |
| ---- | --- | ----------------- | ----------------- | --- | ------------------------ |
| #01  | プラネテューヌの女神 | 向井雅浩          | 加藤敏幸          | 山田真也 森幸子 関崎高明 小林亮 虚竹湧人                                                                     | 竹知仁美                 |
| #02  | ルウィーの兇行 | 西田正義          | 山田弘和          | 谷川政輝 Shin Hyung Woo                                                                                      | 森幸子                   |
| #03  | リーンボックスの週末 | 西田正義          | 江副仁美          | 河野眞也 津熊健徳 あらいひろあき                                                                             | 竹知仁美                 |
| #04  | 妹たちの決意 | 澤井幸次          | 徳本善信          | 服部憲知 高橋克之                                                                                            | 森幸子                   |
| #05  | 女神たちの共鳴 | 倭武良 西田正義   | ソエジマヤスフミ  | 中屋了 木蓮寺カル 谷川政輝 蘇武裕子                                                                          | 山田真也 竹知仁美        |
| #06  | ラステイションの秘密 | 西田正義          | 藤本ジ朗          | 徳田夢之介 Shin Hyung Woo                                                                                    | 森幸子                   |
| #07  | 復讐の果実 | 西田正義          | 阿部雅司 大嶋博之 | 福島豊明 かどともあき                                                                                        | 山田真也 竹知仁美        |
| #08  | 禁断の楽園 ……であんなことやこんなことやっちゃったりやられちゃったりでもしかするとポロリどころかペロリまであるかもしれなくていや〜んネプテューヌ恥ずかしい〜みたいな! | 津田尚克          | 江副仁美          | 大川美穂子 石田啓一 五十川礼 河野眞也 津熊健徳 小島えり                                                      | 森幸子                   |
| #09  | エディンの挑戦 | 西田正義          | 徳本善信          | 徳倉栄一 永吉隆志 清水勝祐 服部憲知                                                                          | 山田真也 竹知仁美        |
| #10  | 忘却の戦線 | 加藤敏幸          | 加藤敏幸          | 斉藤大輔 Shin Hyung Woo 萩原正人 福島豊明                                                                    | 山田真也 森幸子          |
| #11  | 古からの使者 | 西田正義          | 黒瀬大輔 向井雅浩 | 本多恵美 蘇武裕子 谷川政輝 横山謙次                                                                          | 竹知仁美                 |
| #12  | 明日への絆 | 加藤敏幸 向井雅浩 | 小倉宏文          | 木蓮寺カル 滝吾郎 冨谷美香 Shin Hyung Woo 清水勝祐 舘崎大                                                    | 竹知仁美 森幸子 山田真也 |
| #13  | 約束の永遠 | 西田正義          | 藤本ジ朗          | 竹知仁美 森幸子 やまだしんや                                                                                 | -                        |
| OVA1 | 守護女神のなつやすみ | 大嶋博之          | 大嶋博之          | 田中彩 渡辺浩二 斉藤大輔                                                                                     | 竹知仁美 田中彩          |
| OVA2 | ねぷねぷだらけの感謝祭 | 許平康            | 藤本ジ朗          | 小澤円 服部憲知 垣内彩子 渡辺浩二                                                                            | 森幸子 崎本さゆり        |
| OVA3 | 陽だまりの茄花 | 川畑喬            | 川畑喬            | 松村康功 櫻井拓郎 鎌田均 阿形大輔 入江俊博 服部憲知 小澤円 渡辺浩二 アルボアニメーション 内田利明 橋口翔太郎 | 森幸子 崎本さゆり        |

#### 放送局
| 放送期間                | 放送時間           | 放送局       | 対象地域 | 備考 |
| ----------------------- | ------------------ | ------------ | -------- | --- |
| 2013年7月12日 - 9月27日 | 金曜 22:00 - 22:30 | アニマックス | 日本全域 | 製作委員会参加 リピート放送あり                                                                                     |
|                         | 金曜 25:00 - 25:30 | TOKYO MX     | 東京都   | |
|                         |                    | KBS京都      | 京都府   | |
| 2013年7月13日 - 9月28日 | 土曜 22:30 - 23:00 | アニマックス | 日本全域 | アニメ専門BS / CS放送 スカパー!（BS放送） / スカパー!プレミアムサービス / スカパー!プレミアムサービス光にて無料放送 |
| 2013年7月14日 - 9月29日 | 日曜 25:30 - 26:00 | tvk          | 神奈川県 | |
| 2013年7月15日 - 9月30日 | 月曜 24:30 - 25:00 | BS11         | 日本全域 | BS放送 / ANIME+枠                                                                                                   |
| 2013年7月16日 - 10月1日 | 火曜 24:30 - 25:00 | ANIPLUS      | 韓国全域 | CS放送 / IP放送 / ケーブルテレビ / ネット配信 19歳以上視聴可で放送 / 韓国語字幕あり                                 |
| 2013年7月17日 - 10月2日 | 水曜 24:30 - 25:00 | サンテレビ   | 兵庫県   | |

| 配信期間                | 配信時間                | 配信サイト         |
| ----------------------- | ----------------------- | ------------------ |
| 2013年7月18日 - 10月3日 | 木曜 12:00 更新         | アニメイトTV       |
| 2013年7月19日 - 10月4日 | 金曜 12:00 更新         | バンダイチャンネル |
|                         |                         | dアニメストア      |
|                         |                         | ビデオマーケット   |
|                         | 金曜 15:00頃 更新       | PlayStation Store  |
|                         | 金曜 16:00 更新         | 楽天Showtime       |
|                         | 金曜 23:00 - 23:30 配信 | ニコニコ動画       |

#### BD / DVD
| 巻       | 発売日         | 収録話                                   | 規格品番  | 規格品番  | オーディオコメンタリー出演、備考                                                                                                  |
| 巻       | 発売日         | 収録話                                   | BD        | DVD       | オーディオコメンタリー出演、備考                                                                                                  |
| -------- | -------------- | ---------------------------------------- | --------- | --------- | --- |
| 1        | 2013年9月25日  | 第1話 - 第2話                            | MFXT-0013 | MFBT-0013 | 第2話：阿澄佳奈、小倉唯、石原夏織                                                                                                 |
| 2        | 2013年10月30日 | 第3話 - 第4話                            | MFXT-0014 | MFBT-0014 | 第4話：堀江由衣、喜多村英梨 |
| 3        | 2013年11月27日 | 第5話 - 第6話                            | MFXT-0015 | MFBT-0015 | 第6話：今井麻美、喜多村英梨 |
| 4        | 2013年12月25日 | 第7話 - 第8話                            | MFXT-0016 | MFBT-0016 | 第7話：植田佳奈、酒井香奈子、たかはし智秋                                                                                         |
| 5        | 2014年1月29日  | 第9話 - 第10話                           | MFXT-0017 | MFBT-0017 | 第10話：花澤香菜、悠木碧 |
| 6        | 2014年2月26日  | 第11話 - 第12話                          | MFXT-0018 | MFBT-0018 | 第12話：田中理恵、小林ゆう |
| 7        | 2014年3月26日  | 第13話                                   | MFXT-0019 | MFBT-0019 | 田中理恵、佐藤利奈、悠木碧 |
| BOX      | 2017年4月26日  | 第1話 - 第13話                           | MFXT-9003 | -         | 1巻 - 7巻の収録内容と同一 オーディオコメンタリーはあり。                                                                          |
| Hi☆Light | 2020年10月28日 | 前編「眩耀のクリスタル編」               | MFXT-0041 | -         | 第1～5・11～12話を再構成 オーディオコメンタリーはなし。                                                                           |
| Hi☆Light | 2020年11月25日 | 後編「爛然のビヴロスト編」               | MFXT-0042 | -         | 第6～10・13話を再構成 オーディオコメンタリーはなし。                                                                              |
| OVA1     | 2020年12月25日 | ねぷのなつやすみ                         | FFXT-0005 | -         | パープルハート・ライラックCOOLスケールフィギュア同梱 オーディオコメンタリーはなし。                                               |
| OVA2     | 2022年10月26日 | ねぷねぷだらけの感謝祭（フェスティバル） | FFXT-0007 | -         | 次元の旅人ネプテューヌ ジェネレーターユニットver.スケールフィギュア Windows用ゲーム「TOP NEP」同梱 オーディオコメンタリーはなし。 |
| OVA3     | 2023年4月26日  | 陽だまりの茄花（リトルパープル）         | FFXT-0008 | -         | ネプテューヌ リトルパープルver.スケールフィギュア同梱 オーディオコメンタリーはなし。                                              |

### 漫画
超次元ゲイム ネプテューヌ 〜めがみつうしん〜
ファミ通コミッククリアで2010年11月12日から2013年12月13日まで連載された。作画は葉生田采丸。全37話。単行本はKADOKAWAの『ファミ通クリアコミックス』から全4巻発売された。
基本的には『無印』の事件解決後の世界が舞台となっているが、四女神は全員和解した上に辞任もしない（ただし、最終回前に1回だけネプテューヌの辞任騒動が起こる）。また、第9話から『mk2』のキャラクター（女神候補生、下っ端、ワレチュー、マジック・ザ・ハード）が登場し、第23話でネプテューヌ達の衣装がVの物に変更（そのため神次元のノワール、ブラン、ベールは本作では登場しない）し、翌回（第24話）より『V』のキャラクター（プルルート、ピーシェ、キセイジョウ・レイ）も登場する。なお、『V』の3人は設定が一部変更されている。
| 巻数 | 発売日            | ISBN                   | 収録話          | 表紙         |
| ---- | ----------------- | ---------------------- | --------------- | ------------ |
| 1    | 2011年8月11日[24] | ISBN 978-4-0472-7434-1 | 第1話 - 第9話   | ネプテューヌ |
| 2    | 2012年6月15日[25] | ISBN 978-4-0472-8131-8 | 第10話 - 第18話 | ノワール     |
| 3    | 2013年3月15日[26] | ISBN 978-4-0472-8780-8 | 第19話 - 第27話 | ブラン       |
| 4    | 2014年2月15日[27] | ISBN 978-4-0472-9452-3 | 第28話 - 第37話 | ベール       |
超次元ゲイム ネプテューヌ はろーにゅーわーるど
電撃マオウで2013年6月号から2014年9月号まで連載された。作画は御影獏。単行本はアスキー・メディアワークスの『電撃コミックスNEXT』から全3巻発売された。内容はテレビアニメ版に準じている。
| 巻数   | 発売日                 | ISBN                   | 表紙                                   |
| ------ | ---------------------- | ---------------------- | -------------------------------------- |
| Vol.1  | 2013年9月27日[28]      | ISBN 978-4-048-91969-2 | ネプテューヌ、ノワール、ブラン、ベール |
| Vol.2  | 2014年9月27日[29]      | ISBN 978-4-048-66972-6 | ネプギア、ユニ、ロム、ラム             |
| 海賊本 | 2016年3月26日[注釈 18] |                        | ネプテューヌ、パープルハート           |
| 勇者本 | 2019年2月9日           |                        | ネプテューヌ                           |
超次元ゲイム ネプテューヌ
テレビアニメのコミカライズ版。月刊コミックアライブで2013年9月号に予告編が掲載され、翌号の同年10月号から2014年3月号まで連載された。原作はネプテューヌ製作委員会、構成協力は秋風緋色、作画はオリコ。単行本はメディアファクトリーの『MFアライブコミックスシリーズ』から2014年2月22日に発売された。ISBN 978-4-0406-6276-3。
学園ゲイム ネプテューヌ かつどうだいありー
ファミ通コミッククリアで2015年9月25日から2016年3月25日まで連載された。作画は岡林べる。全3話、未単行本化。世界観は『激次元タッグ ブラン+ネプテューヌVSゾンビ軍団』をベースにしているが、ゾンビ映画では無くゲームを制作する等、ストーリーは大きく異なる。

#### アンソロジーコミック
超次元ゲイム ネプテューヌ コミックアンソロジー
一迅社の『IDコミックス DNAメディアコミックス』から2013年10月25日に発売された。ISBN 978-4-7580-0781-8。
超次元ゲイム ネプテューヌ 電撃コミックアンソロジー
アスキー・メディアワークスの『電撃コミックスEX』から2013年7月27日に発売された。ISBN 978-4-048-91831-2。

### 小説
超次元ゲイム ネプテューヌ はいすくーる
一二三書房の『桜ノ杜ぶんこ』から全5巻発売された。著者はおかず、カバーイラストはつなこ、本文イラストはうりも。
| 巻数 | 発売日            | ISBN                   | 表紙         |
| ---- | ----------------- | ---------------------- | ------------ |
| 1    | 2012年2月5日[32]  | ISBN 978-4-89199-080-0 | ネプテューヌ |
| 2    | 2012年11月5日[33] | ISBN 978-4-89199-101-2 | ノワール     |
| 3    | 2013年4月5日[34]  | ISBN 978-4-89199-138-8 | ブラン       |
| 4    | 2013年8月5日[35]  | ISBN 978-4-89199-163-0 | ベール       |
| 5    | 2014年1月5日[36]  | ISBN 978-4-89199-227-9 | ネプギア     |
超次元ゲイム ネプテューヌ TGS炎の二日間
メディアファクトリーの『MF文庫J』で2013年5月23日に発売された。ISBN 978-4-84-015192-4。著者は八木れんたろー、カバーイラストはコンパイルハート、本文イラストはひづき夜宵。
超次元ゲイム ネプテューヌ おぶ・ざ・ないとめあ?
メディアファクトリーの『MF文庫J』で2013年8月22日に発売された。ISBN 978-4-84-015286-0。著者、カバーイラスト、本文イラストは上記と同一。

### モバイルアプリケーション
神次元アプリ ネプテューヌ
iOS・Android用アプリケーション。2012年8月30日に配信。開発元はカラクリズム、配信元はアイディアファクトリー、コンパイルハート。目覚ましアプリに該当する。2017年5月26日から『まいにちコンパイルハート』と改題した。
ネプテューヌコレクション
iOS・Android用アプリケーション。2013年2月14日から配信された。開発元はグリー、配信元はアイディアファクトリー。ジャンルはトレーディングカードゲーム。2014年7月31日にサービス終了。
ネプテューヌ きせかえっ!
Android用アプリケーション。2013年8月28日に配信開始した。配信元はアイディアファクトリー、コンパイルハート、イマジニア。壁紙、ロック画面、アイコンなどの着せ替えが出来る。無償版と有償版が存在する。2019年5月8日にサービス終了。

### 舞台演劇
超次元ミュージカル ネプテューヌ
CBGKシブゲキ!!にて2023年9月23日から10月1日まで公演予定であったが、公演関係者に体調不良が見られたため、9月23日から9月27日までの公演は中止、9月28日より公演再開となった。

#### キャスト（舞台演劇）
- ネプテューヌ - 夏目愛海
- ノワール - 石井陽菜
- ブラン - 星守紗凪
- ベール - 赤坂麻凪
- パープルハート - 末永みゆ
- ネプギア - 佐々木優佳里（AKB48）
- ユニ - 大滝紗緒里
- ロム - 槙原唯
- ラム - 早川あひる
- アイエフ - 北澤早紀（AKB48）
- コンパ - 熊沢世莉奈
- マイドール - 片瀬成美
- バラーディア - 楠世蓮
- センチテンション - 山下朱梨
- ビートル - 大胡愛恵
- マジェコンヌ - 野本ほたる
- 天の声（声のみの出演） - かないみか

#### スタッフ（舞台演劇）
- 脚本・演出：久保田唱

## コラボレーション
圧倒的遊戯 ムゲンソウルズ
人気投票で選ばれた本作のキャラクターのアバターパーツがDLCとして配信。
圧倒的遊戯 ムゲンソウルズZ
初回限定版にて守護女神の4人のアバターパーツがDLCとして配信。
アンジュ・ヴィエルジュ 〜ガールズバトル〜
2016年2月17日から3月1日、8月10日から8月19日にかけて『VII』、2017年5月12日から5月31日にかけて『四女神オンライン』のコラボイベントが開催され、本作のキャラクターがプログレスカードとして参戦。
ガンガンピクシーズ
ネプテューヌとノワールがゲスト出演している。
拡散性ミリオンアーサー
2017年9月15日から9月25日にかけて『VIIR』とのコラボイベントが開催され、本作のキャラクターがカードとして参戦。
アズールレーン
2018年1月26日から2月12日にかけて、期間限定イベント「別次元からの来訪者」にて守護女神の4人が参戦。システム上変身が出来ないため、変身前と変身後が個別のユニットとして扱われる。
2019年8月29日に発売した『アズールレーン クロスウェーブ』の初回生産特典としてネプテューヌが参戦し、ネプギアがゲスト出演している。
閃乱カグラ PEACH BEACH SPLASH
2018年3月8日からネプテューヌがDLCとして参戦。